# Ik ben Willem
Ik ben Willem is een televisieserie van de VPRO uitgezonden in Villa Achterwerk van 2002 tot 2009. Ik ben Willem bestaat uit 3 reeksen van elk 8 afleveringen. Ik ben Willem is gebaseerd op de boekenreeks Willem is een weerwolf geschreven door Hermine Landvreugd.

## Inhoud
Willem woont samen met zijn moeder in Amsterdam. Zijn broer Mick woont bij zijn vader. In het weekend zijn de twee broers altijd samen en beleven ze allerlei avonturen. Omdat Mick ouder is en ook andere interesses heeft dan zijn broertje vindt hij het soms lastig om zijn broertje overal mee naartoe te nemen. Daardoor krijgt Willem soms maar weinig aandacht van Mick. Desondanks vindt Willem het geweldig om met zijn grote broer op stap te gaan en als hij te weinig aandacht krijgt gaat hij dagdromen. Wanneer dat gebeurt ziet Willem een soort getekende droomwereld voor zich waarin hij altijd de held is. In die wereld kan hij alles en iedereen de baas.

## Rolverdeling
- Willem - Willem Simons
- Mick - Stijn Koomen
- Mama - Elsie de Brauw
- Papa - Marcel Musters
- Sherida - Sabrina van Halderen
- Oma de Poma - Shireen Strooker
- Robert - Werve van der Ruigrok
- Lot - Gijsje Grosfeld
- Werkgever - Finn Poncin
- Straatwerker - Cees Geel